# Iasen, Rojneativ
Iasen (în ucraineană Ясень) este localitatea de reședință a comunei Iasen din raionul Rojneativ, regiunea Ivano-Frankivsk, Ucraina.

## Demografie
Componența lingvistică a localității Iasen
     Ucraineană (99,75%)
     Alte limbi (0,26%)
Conform recensământului din 2001, majoritatea populației localității Iasen era vorbitoare de ucraineană (99,75%), existând în minoritate și vorbitori de alte limbi.